# Список християнських конфесій і церков

Хронологія. Основні християнські напрямки

Список християнських конфесій і церков — список основних напрямків у християнстві у світі. У списку подані основні християнські конфесії — віросповідання, самостійні, незалежні від інших релігійні напрямки та відгалуження та християнські церкви — релігійні організації духівництва і віруючих, об'єднанні спільністю вірувань і обрядовості в Україні і світі.
Традиційно в християнстві розглядають три конфесії — католицизм, протестантизм та православ'я. Однак, такий поділ виглядає дещо спрощеним, оскільки в одній конфесії опиняються різні за віросповіданням групи.
Так, до протестантизму крім лютеран, англікан та кальвіністів, що відокремилися від Римської католицької церкви в часи Реформації, відносять також течії, що виникли пізніше в рамках вже самого протестантизму, наприклад, баптистів, п'ятидесятників та інших. Що стосується адвентистів сьомого дня, то деякі протестантські теологи відносять їх до культів, відзначаючи, втім, «зародження в їх рядах євангелічного руху» з кінця 1950-х років XX століття. До протестантизму не відносять деякі з релігійних течій, що виникли в XIX столітті, наприклад, свідків Єгови (і не відносять самі себе), мормони, а також у XX столітті, наприклад, муністи.
Складна ситуація і з традиційними церквами. Так, старокатолики хоча й відносять себе до католицизму, але не визнаються такими Римською католицькою церквою через невизнання Папи Римського главою церкви. До православними називають себе також деякі Дохалкідонські церкви, які, на відміну від інших, не визнають рішень Халкідонського собору. Крім того, серед православних церков є значна кількість Церков, що не визнаються рядом інших, які вважають себе «частиною Вселенської Православної Церкви». Зокрема, взаємним невизнанням характеризуються стосунки Православної церкви України та Української православної церкви московського патріархату

## Католицька церква
- Римо-католицька церква

Східні католицькі церкви
- Греко-католицькі церкви

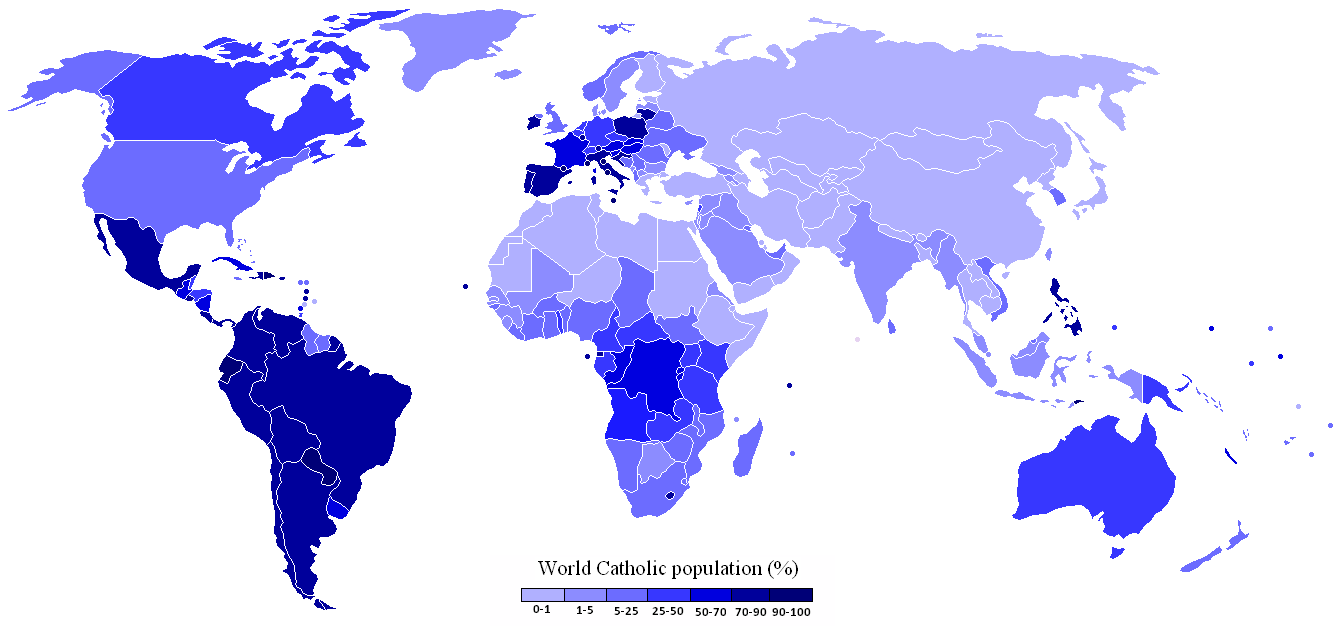
Поширення католицтва у світі

  - Українська греко-католицька церква
  - Мукачівська греко-католицька єпархія
  - Русинська греко-католицька церква
  - Словацька греко-католицька церква
  - Угорська греко-католицька церква
  - Апостольський екзархат греко-католицької церкви у Чеській Республіці
  - Хорватська греко-католицька церква
  - Білоруська греко-католицька церква
  - Російська греко-католицька церква
  - Румунська греко-католицька церква
  - Болгарська католицька церква
  - Македонська греко-католицька церква
  - Грецька католицька церква
  - Албанська католицька церква
  - Італо-албанська католицька церква
  - Мелькітська греко-католицька церква
- Александрійський обряд
  - Коптська католицька церква
  - Ефіопська католицька церква
- Антіохійський обряд
  - Маронітська католицька церква
  - Сирійська католицька церква
  - Сиро-маланкарська католицька церква
- Халдейський обряд
  - Халдейська католицька церква
  - Сиро-малабарська католицька церква
- Вірменська католицька церква

### Старокатолицизм
- Ліберальна католицька церква

## Православ'я

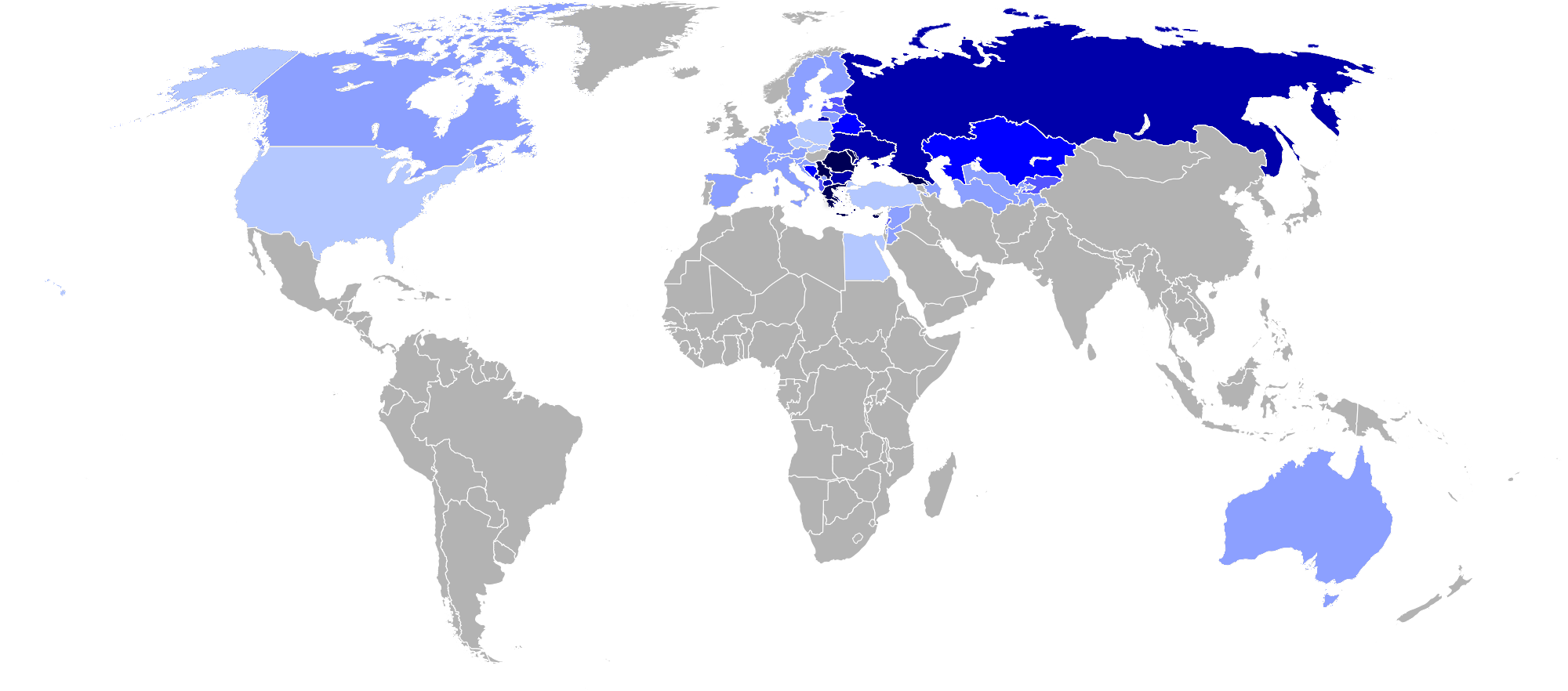
Поширення православ'я у світі

### У євхаристійному спілкуванні
- Константинопольський Патріархат
  - Православна церква України
  - Українська православна церква США
  - Українська православна церква Канади
  - Американська карпаторуська православна єпархія
  - Західноєвропейський екзархат російських парафій в Західній Європі
  - Фінляндська Православна Церква
  - Естонська Апостольсько-Православна Церква
  - Критська православна церква
  - Корейська православна церква
- Александрійський Патріархат
- Антиохійський Патріархат
  - Антіохійська православна архієпархія Північної Америки
- Єрусалимський Патріархат
  - Синайська Православна Церква
- Московський Патріархат
  - Українська православна церква (Московський патріархат)
  - Російська православна церква закордоном
  - Молдовська православна церква
  - Латвійська православна церква
  - Естонська Православна Церква Московського Патріархату
  - Японська Православна Церква
  - Китайська автономна православна церква
  - Білоруський екзархат
- Сербський Патріархат
  - Православне Охридське архієпископство
- Румунський Патріархат
  - Бесарабська митрополія
- Болгарський Патріархат
- Грузинський Патріархат
- Кіпрська Православна Церква
- Елладська Православна Церква
- Польська Православна Церква
- Албанська Православна Церква
- Православна Церква Чеських Земель і Словаччини
- Православна церква України (частково)
- Православна церква в Америці (частково)

### Не мають євхаристійного спілкування
- Київський патріархат (припинив існування 2018 року, створивши ПЦУ)
- Українська автокефальна православна церква (припинила існування 2018 року, створивши ПЦУ)
- Українська автокефальна православна церква (оновлена) (припинила існування 2020 року, увійшовши в УГКЦ)
- Українська апостольська православна церква
- Українська Автокефальна Православна Церква Канонічна
- Соборноправна українська автокефальна православна церква
- Українська Автономна Православна Церква Львова
- Українська істинно-православна церква
- Білоруська Автокефальна Православна Церква
- Російська істинно-православна церква
- Македонська Православна Церква
- Чорногорська Православна Церква
- Турецька Православна Церква
- Болгарський Альтернативний Синод[en]

### Старообрядництво
- Попівщина
  - Білокриницька ієрархія
  - Біглопопівство
    - Російська Давньоправославна церква (рос. Русская древлеправославная церковь)
- Безпопівщина

## Давньосхідні церкви
- Вірменська апостольська церква

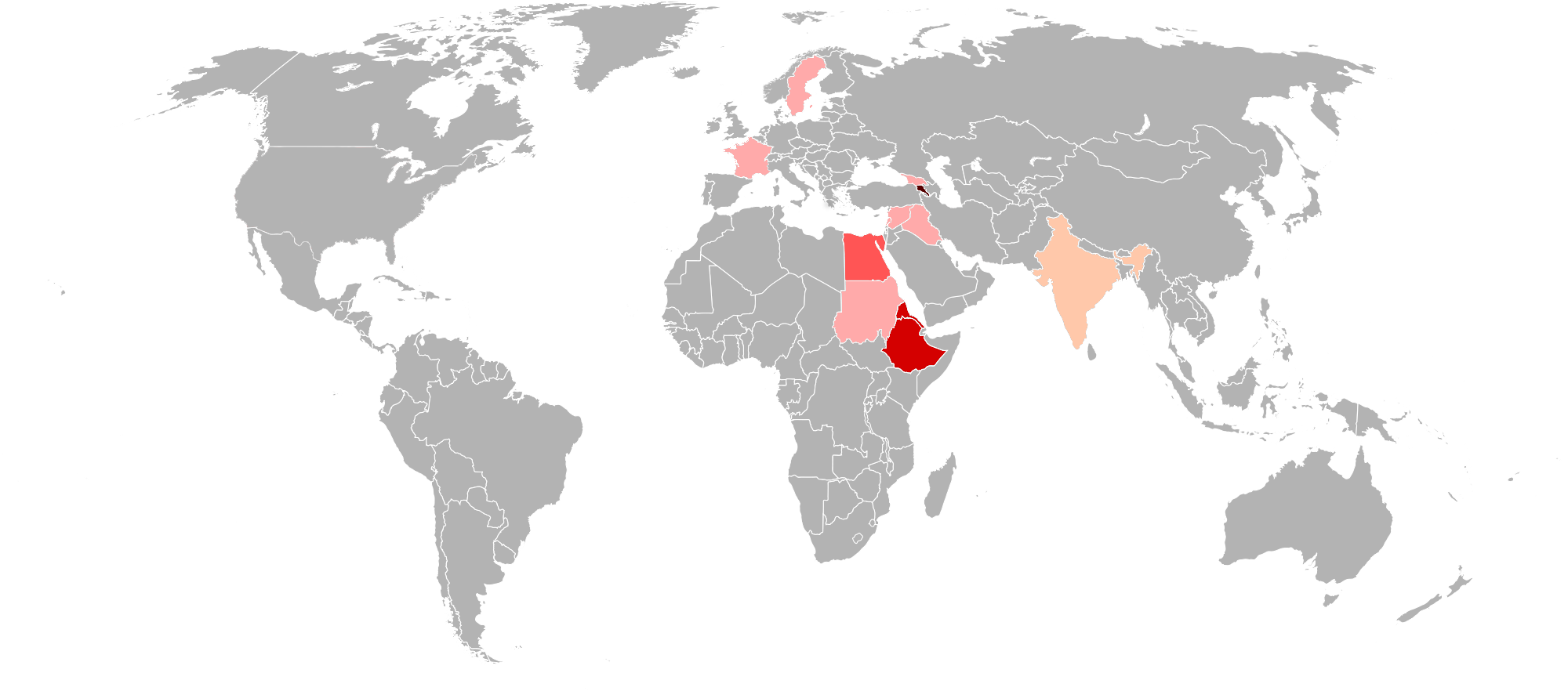
Поширення давньосхідних церков у світі

  - Материнська єпархія святого Ечміадзина
  - Єрусалимський вірменський патріархат
  - Константинопольський вірменський патріархат
  - Кілікійський католикосат Вірменської апостольської церкви
- Коптська православна церква
- Ефіопська православна церква
- Сирійська православна церква
- Індійська Малабарська православна церква
- Еритрейська православна церква

## Несторіанство(Ассирійська церква)
- Ассирійська Церква Сходу
- Давня церква Сходу

## Протестантизм

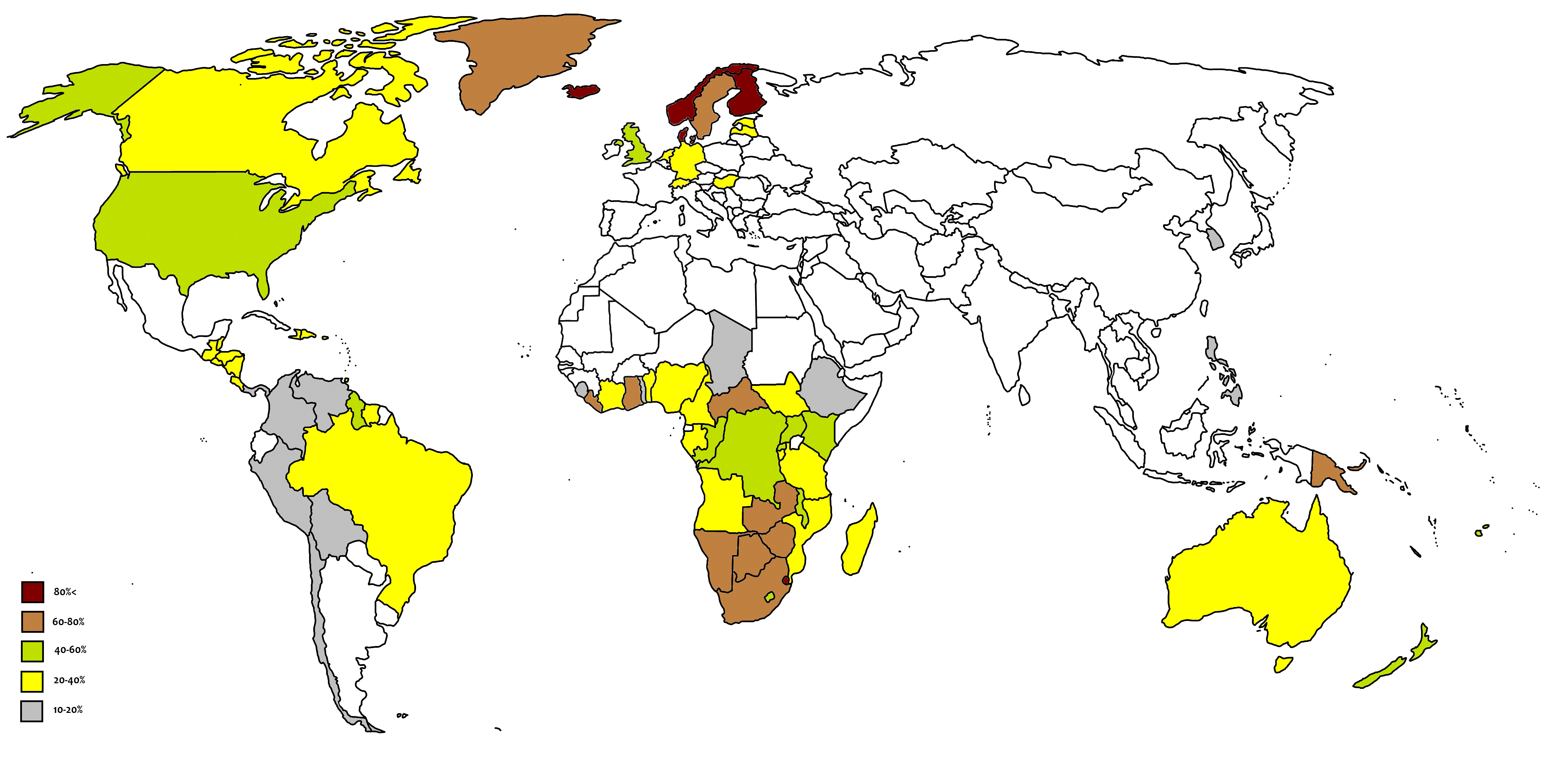
Поширення протестантизму у світі

Хронологія. Основні протестантські напрямки

### Лютеранство
- Всесвітня лютеранська федерація[5][6]
  - Церква Швеції
  - Церква Данії
  - Церква Норвегії
  - Церква Ісландії
  - Фінляндська євангелічно-лютеранська церква
  - Естонська євангелічно-лютеранська церква
  - Протестантська церква в Нідерландах[en]
  - Євангелічно-лютеранська церква в Америці
  - Євангелічно-лютеранська церква у Канаді[en]
  - Латвійська євангельсько-лютеранська церква
  - Євангелічно-лютеранська церква в Угорщині[en]
  - Євангелічно-лютеранська церква в Йорданії та Святій Землі[en]
  - Євангелічно-лютеранська церква Камеруну[en]
  - Євангелічно-лютеранська церква в Кенії[en]
  - Євангелічно-лютеранська церква в Малаві[en]
  - Об'єднана євангелічно-лютеранська церква Індії[en]
  - Євангелічна церква Німеччини
    - Євангелічно-лютеранська церква у північній Німеччині[en]
      - Євангелічно-лютеранська церква Мекленбурга

    - Євангелічно-лютеранська церква Ганновера[en]
    - Євангелічно-лютеранська церква в Брауншвейзі[en]
    - Євангелічно-лютеранська церква в Ольденбурзі[en]
    - Євангелічно-лютеранська церква в Вюртемберзі[en]
    - Євангелічно-лютеранська церква Саксонії[en]
    - Євангелічно-лютеранська церква Баварії
    - Євангелічна церква у центральній Німеччині[en]
    - Церква Ліппе[en]

  - Малагасійська лютеранська церква[en]
  - Ефіопська євангелічна церква[en]
  - Євангелічна церква лютеранського віросповідання в Бразилії[en]
  - Євангелічна церква аугсбурзького віросповідання в Словаччині
  - Протестантська церква аугсбурзького сповідання Ельзасу та Лотарингії[en]

- - Об'єднана протестантська церква Франції[en]
  - Індонезійські церкви
    - Батацька християнська протестантська церква[en]
    - Сімалгунська протестантська християнська церква[en]

  - Папуа Нова Гвінейські церкви
    - Євангелічно-лютеранська церква Папуа Нової Гвінеї[en]
    - Гутніусійська лютеранська церква[en]

  - Українська Лютеранська Церква
  - Німецька євангелічно-лютеранська церква України
- Міжнародна лютеранська рада
- Конфесійна євангелічна лютеранська конференція
- Євангельські католики[en]

### Англіканство
- Англіканське співтовариство
  - Церква Англії
  - Шотландська єпископальна церква
  - Церква в Уельсі[en]
  - Церква Ірландії
  - Церква Нігерії[en]
  - Церква Уганди[en]
  - Церква північної Індії[en]
  - Церква південної Індії[en]
  - Церква провінції західна Африка[en]
  - Церква провінції центральна Африка[en]
  - Церква провінції Меланезія[en]
  - Англіканська церква Австралії[en]
  - Англіканська церква Канади[en]
  - Англіканська церква Кенії[en]
  - Англіканська церква Папуа Нової Гвінеї[en]
  - Англіканська церква південної Африки[en]
  - Англіканська церква Танзанії[en]
  - Англіканська церква в Аотеароа, Новій Зеландії та Полінезії[en]
  - Англіканська єпископальна церква Бразилії[en]
  - Провінція англіканської церкви Бурунді[en]
  - Провінція англіканської церкви Конго[en]
  - Провінція англіканської церкви Руанда[en]
  - Єпископальна церква (США)
  - Єпископальна церква у Єрусалимі і на Близькому Сході
  - Єпископальна церква на Філіппінах[en]
  - Провінція єпископальної церкви Південного Судану і Судану[en]
- Церкви, що не мають євхаристійного спілкування (англ. Continuing Anglican movement[en])

### Кальвінізм
- Континентальна реформована церква
- Пресвітеріанство
  - Євангельська пресвітеріанська церква України
- Конгрегаціоналізм

### Анабаптизм
- Меноніти

### Баптизм
- Євангельські християни-баптисти
  - Всеукраїнський союз церков євангельських християн-баптистів

### Євангелізм
- Штундизм

### Методизм
- Армія спасіння

### Гуситський рух
- Гуситська чехословацька церква
- Чеські брати

## Антитринітарії
- Унітаріанство
- Реставраціонізм
  - Свідки Єгови
  - Мормонізм
  - Рух Дослідників Біблії
  - Істинна церква Ісуса

## Синкретизм(напрямки з елементами Християнства)
- Масонство
- Теософія
- Біле братство (рос. Белое братство)
- Нове мислення[en]

## Колишні напрямки
- Раннє християнство
  - Аріанство
- Середньовічні єресі
  - Богомильство
    - Боснійська церква

  - Катари
    - Альбігойці

  - Вальденси
- Гугеноти
- Православні
  - Українська синодальна церква
  - Українська соборно-єпископська церква